# Archaeocursor
Archaeocursor (corredor antic) és un gènere extint de dinosaures ornitisquis basals que van viure durant el Juràssic inferior en el que actualment és la Xina, concretament, la formació Ziliujing. Les restes fòssils van ser descobertes el 2022, va ser anunciat com a nou gènere l'any 2024 i la versió final de l'article va sortir el 2025. És l'ornitisqui més antic d'Àsia. Només consta d'una espècie, Archaeocursor asiaticus. Forma part de la biota de Yuzhou.